# Cochrane (Wisconsin)
Cochrane é uma vila localizada no estado norte-americano de Wisconsin, no Condado de Buffalo.

## Demografia
Segundo o censo norte-americano de 2000, a sua população era de 435 habitantes.
Em 2006, foi estimada uma população de 403, um decréscimo de 32 (-7.4%).

## Geografia
De acordo com o United States Census Bureau tem uma área de
1,9 km², dos quais 1,9 km² cobertos por terra e 0,0 km² cobertos por água. Cochrane localiza-se a aproximadamente 205 m acima do nível do mar.

## Localidades na vizinhança
O diagrama seguinte representa as localidades num raio de 16 km ao redor de Cochrane.